# Melissa Suffield
Melissa Hollie Suffield (Londres; 24 de diciembre de 1992) es una actriz británica conocida por haber interpretado a Lucy Beale en la serie EastEnders.

## Vida personal
Suffield nació el 24 de diciembre de 1992 en Londres, Inglaterra. Toca la guitarra y el piano, y ha tomado clases de ballet desde los dos años. Tiene cuatro hermanas; Jessica, Daisy, Annabelle y Eloise.
Desde 2017 mantiene una relación con Robert Brendan. En septiembre de 2019 anunció su embarazo. En marzo de 2020 nació su primer hijo.

## Carrera
En 2003 apareció como invitada en series como Agatha Christie's Poirot y Magic Grandad, donde dio vida a Melissa. En 2004 se unió al elenco de la exitosa serie británica EastEnders, donde interpretó a Lucy Beale hasta el 24 de diciembre de 2010. Entre 2007 y 2009, participó en los musicales realizados por EastEnders en favor de Children In Need.
En 2010 apareció como Lucy Beale en dos episodios de EastEnders: E20, el spinoff de la serie EastEnders. En 2011 interpretó a Sammy en la película cómica Rough and Ready II.

## Filmografía
Televisión:
| Año         | Título                   | Personaje  | Notas                       |
| ----------- | ------------------------ | ---------- | --------------------------- |
| 2004 - 2010 | EastEnders               | Lucy Beale | 316 episodios               |
| 2010        | EastEnders: E20          | Lucy Beale | 2 episodios                 |
| 2003        | Agatha Christie's Poirot | Joven Lucy | episodio "Five Little Pigs" |
| 2003        | Magic Grandad            | Melissa    | episodio "Toys: in 1953"    |

Películas:
| Año  | Título             | Personaje | Notas                                    |
| ---- | ------------------ | --------- | ---------------------------------------- |
| 2011 | Rough and Ready II | Sammy     | junto a Mike Mitchell & Stuart Wolfenden |

## Premios y nominaciones
| Año  | Categoría                 | Premio            | Serie      | Resultado |
| ---- | ------------------------- | ----------------- | ---------- | --------- |
| 2008 | Best Child Actor Under 16 | Digital Spy Award | EastEnders | Nominada  |